# 沙克·穆尔
沙克·穆尔（英語：Shaq Moore，1996年11月2日—），美国男子足球运动员，司职后卫，2018年加入成年国家队。他曾代表美国国家队参加2022年国际足联世界杯，结果队伍止步十六强。